# Mustafa Kamil
Ne doit pas être confondu avec Mustafa Kemal Atatürk ou Mustafa Kamal.
Mustafa Kamil, également orthographié Mustafa Kâmil, Mustafa Kamil Pacha , Moustapha Kamel Pacha ou Moustafa Kamel Pacha (en arabe: مصطفى كامل), né le 14 août 1874 au Caire en Égypte et mort le 10 février 1908 au Caire, est un avocat, journaliste et activiste nationaliste égyptien. Il est le fondateur du Parti nationaliste égyptien.

## Biographie
En 1891, il s’inscrit à la faculté de droit du Caire puis de Paris en 1893. Tribun célèbre pour ses contreparties, il commence ses activités politiques en 1891 alors qu’il est encore étudiant et qu’il écrit pour plusieurs journaux dont Al-Moua'ed et Al-Ahram.
Il crée en 1900 le journal Al-Lewa'a qui devient le porte-parole du Parti national qu'il fonde sous la devise « pleine évacuation ». Il y dénonce violemment la domination anglaise, réclamant l'autonomie immédiate et le régime parlementaire. En 1907, il crée deux autres journaux, l'un francophone appelé L'étendard égyptien et l'autre anglophone appelé La norme égyptienne, en vue d’atteindre les communautés étrangères. Il lutte alors contre l’occupation anglaise représentée en Égypte par le haut-commissaire Lord Cromer. Ce dernier est finalement écarté le 11 avril 1907 et des détenus égyptiens libérés le 7 janvier 1908.
Dans L’islam et la psychologie du musulman (1923), André Servier, historien français du début du XXe siècle, écrit que le Parti nationaliste égyptien « vise au rétablissement de la puissance islamique et à l'expulsion de l'étranger. C'est une forme nouvelle du panislamisme mais une forme plus dangereuse parce qu'elle a des tendances réalistes, qu'elle vise un but pratique, immédiatement réalisable ». Ce mouvement d'émancipation nait en Égypte par réaction contre la domination anglaise. Son inspirateur est Kamil qui, le 22 octobre 1907, fait acclamer à Alexandrie le programme du Parti national dont il est le chef : « Les Égyptiens pour l'Égypte, l'Égypte pour les Égyptiens ». Il ajoute : « Nous sommes des spoliés et les Anglais des spoliateurs. Nous voulons notre pays libre sous la domination spirituelle du Commandeur des Croyants ». Or, il est admis que Kamil est un fervent défenseur de la laïcité. [Information douteuse]
Il s’installe en France à partir de 1895 auprès de Juliette Lambert Adam et collabore au Figaro. Il y publie son célèbre article, « La nation britannique et le monde civilisé », qui est rapidement distribué par les journaux britanniques et qui touche l’opinion publique européenne. Le 4 juin, il adresse un appel véhément à la Chambre des communes pour créer un mouvement d’opinion. Servier ajoute que les Jeunes Égyptiens, tout en proclamant « leur mépris et leur haine pour l'Angleterre, prétendaient considérer la France comme leur patrie intellectuelle ». En 1896, Kamil visite le Royaume-Uni puis l’Allemagne, l'Autriche et la Turquie, essayant d’élargir son auditoire. Il y revendique l’instruction et l’éducation pour la communauté égyptienne. Son éloquence et sa plume restent célèbres.
Kamil est fortement soutenu par Mohammad Farid, un noble égyptien qui finance son combat pour l'indépendance de l'Égypte. C'est grâce à lui que Kamil a pu visiter la France et la Grande-Bretagne.
En 1897, il prononce un discours à Alexandrie sur la lutte nationale :

« Toute occupation étrangère est une honte et toute honte doit être effacée. Je ne veux pas que mes paroles vous excitent à la révolte contre les occupants du pays. Non, non, l'homme le moins renseigné sur les intérêts de l'Égypte sait que toute agitation lui serait préjudiciable. Mais je vous demande d'agir, par tous les moyens pacifiques, pour reconquérir vos droits usurpés et faire que l'Égypte soit gouvernée par des Égyptiens. »

À cette époque, les jeunes nationalistes égyptiens, syriens et turcs forment une micro-société. Kamil a tient ainsi des correspondances avec Mohamed Abduh, Abdeljelil Zaouche et des intellectuels français comme Pierre Loti et Charles Géniaux. Kamil est également le guide de Pierre Loti au Caire, séjour durant lequel l’écrivain français écrit La mort de Philae.
Décédé à l’âge de 34 ans, il a sillonné l’Europe pour plaider la cause égyptienne et demeure à ce titre l’un des pères de la révolution égyptienne de 1919 menée par Saad Zaghloul. Kamil représente en fait la nouvelle approche de la lutte nationale égyptienne car il a sensibilisé l'Europe à la question égyptienne. Il croyait par conséquent en la possibilité de réaliser la libération par la pression populaire des masses égyptiennes d'une part et par la pression internationale des peuples européens d'autre part.

Franc-Maçon, il a appartenu au début du XIXe siècle à la Grande Loge Nationale d'Égypte.

## Publications
Parmi ses publications figurent :
- Message franco-égyptien ;
- Le soleil brillant ;
- La question orientale ;
- L'Égypte et l’occupation britannique ;
- La lutte du Japon contre la Russie.

Kamil a également publié un roman : La conquête de l’Andalousie.